# Masters de Montecarlo 2009
El Masters de Montecarlo 2009 (también conocido como Monte-Carlo Rolex Masters por razones de patrocinio) fue un torneo de tenis masculino jugado sobre tierra batida. Fue la 103.ª edición de este torneo que formó parte de los ATP World Tour Masters 1000 en la ATP. Se celebró entre el 11 y el 19 de abril de 2009.

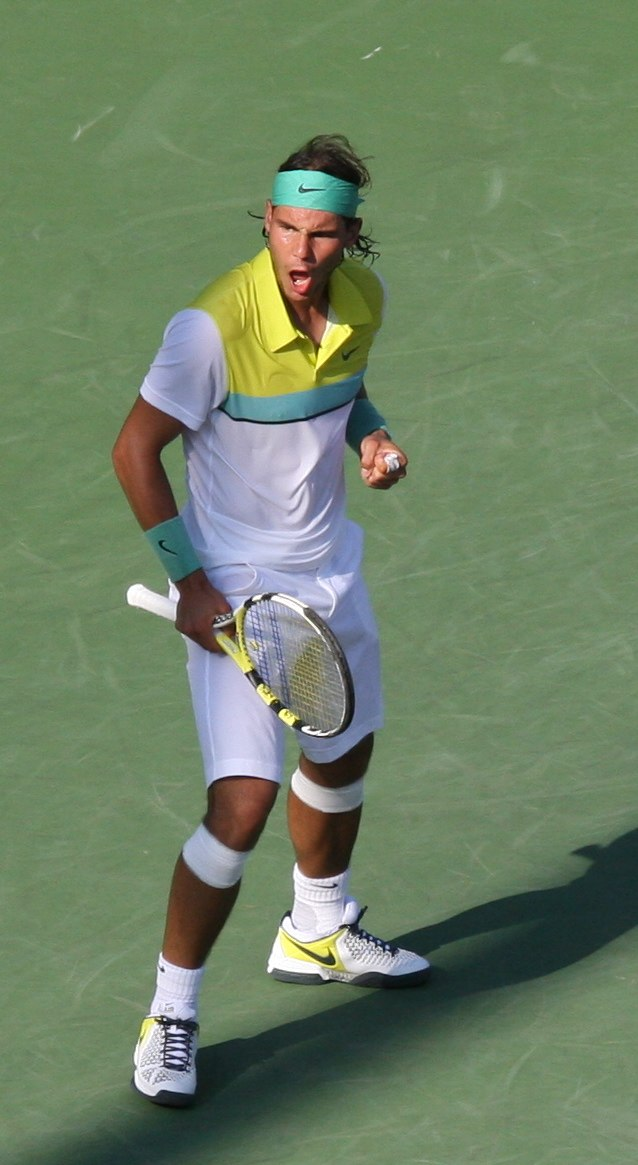
Rafael Nadal se coronó campeón por quinta vez consecutiva en el torneo.

## Campeones

### Individuales
Rafael Nadal vence a  Novak Djokovic, 6–3, 2–6, 6–1.

### Dobles
Daniel Nestor /  Nenad Zimonjić vencen a  Bob Bryan /  Mike Bryan, 6–4, 6–1.